# Баршынкент
Баршынкент, Барчинлыгкент, Барджинлигкенд, Кызкала, Кышкала — средневековый город, в нижнем течении Сырдарии, в 25 км к юго-западу от Кызылорды. Исследовано в 1946 году Хорезмской археолого-этнографической экспедицией (руководитель С. П. Толстов). В эпоху монголького нашествия Баршынкент являлся крупным торгово-ремесленным центром, через который проходили торговые пути. Основное население Баршынкент огузы и кыпчаки. В конце 15 — нач. 16 в. в результате войн казахских ханов с Шибанидами Мавараннахра за присырдариинские города Баршынкент пришел в упадок.